# Yvan Monka
Yvan Monka, né en 1970, est un enseignant français agrégé de mathématiques à l'académie de Strasbourg, reconnu pour son rôle de vulgarisateur en tant que vidéaste web éducatif.
Il est l'auteur d'une chaîne YouTube et d'un site web nommé maths et tiques qui proposent un catalogue de ressources gratuites dans le domaine des mathématiques. Il enseigne actuellement au lycée Robert-Schuman à Haguenau.

## Situation personnelle

### Enfance
Issu d'un père travaillant dans le domaine du prêt-à-porter et d'une mère au foyer, Yvan Monka est marqué dans son enfance par sa grand-mère, une infirmière alsacienne qui a consacré son existence aux autres,.
Depuis son enfance, son intérêt pour l'astronomie persiste. Il est autrefois collectionneur d'insectes. Devenu un autoproclamé défenseur des animaux, il lègue sa collection au Musée zoologique de la ville de Strasbourg.
Fasciné pour les lettres dites de « retour à l'expéditeur » plus généralement connu sous la phrase « n'habite pas à l'adresse indiquée », il envoie des lettres vers des destinations comme la Chine, la Syrie ou la Terre Adélie en inventant des destinataires fictifs.

### Vie active et privée
Il se met à enseigner les mathématiques en 1997 à l'académie de Strasbourg, reçu à l'agrégation de mathématiques. Il enseigne au lycée Robert-Schuman à Haguenau.
Il est père de deux filles. L'une d'entre elles, Florie Monka, partage également sa passion pour l'enseignement des mathématiques. Ensemble, ils collaborent à l'écriture de manuels de mathématiques.
Monka est membre de l'Association des professeurs de mathématiques de l'enseignement public. En tant qu'adhérent, il dénonce en janvier 2019 la place insignifiante accordée à l’enseignement des mathématiques dans la réforme du baccalauréat général et technologique et réforme du lycée de 2018.

## Vulgarisation des mathématiques

### Débuts
Sa notoriété se constitue grâce à sa chaîne YouTube qui vise principalement les élèves de l'enseignement secondaire et qu'il a débuté en 2014,,. Il démarre ce projet après la découverte de la chaîne de vulgarisation de Julio Ríos Gallego (en) en écoutant France Inter, un autre enseignant de mathématiques colombien,. Dès lors, il se met à partager en ligne des cours, proposer des exercices et explorer l'histoire des mathématiques à l'aide de vidéos au format en grande partie court.

### Mise en avant pendant le confinement
Il est particulièrement mis en lumière lors du confinement de 2020 lié à la pandémie de Covid-19. Il est en effet considéré comme un soutien pour les enseignants, parents et élèves privés de cours en présentiel grâce à ses centaines de vidéos qui peuvent être utilisées pendant le confinement sans condition, ni restriction.
Il profite des revenus publicitaires obtenus avec le visionnage de ses vidéos — 55 000 € entre 2015 et 2020 — pour réaliser des dons réguliers à des associations ou des institutions comme les Restos du cœur, le Fonds des Nations unies pour l'enfance (Unicef),, ou encore les Amis de la Terre. Le 19 mars 2020, il anticipe un don de 5 000 € à la Fondation Hôpitaux de Paris-Hôpitaux de France.
Son enthousiasme pour ce canal de diffusion facilitant la vulgarisation s'est transformé en une passion obsessionnelle, allant jusqu'à décrire l'enregistrement comme « une drogue », le conduisant parfois à produire jusqu'à huit vidéos par jour, et ce, jusque tard dans la nuit. Face à ce constat, il modère cette habitude afin de consacrer davantage de temps à sa famille et afin de préserver sa santé.

### Reconnaissance
De nature réservée, Monka doit apprendre à gérer cet engouement. En 2021, il est élu « Alsacien de l'année » par le journal régional L'Alsace à la suite des votes des internautes. La presse souligne régulièrement les éloges qu'il reçoit pour son travail et sa bienveillance,, décrivant même un « bombardement d'enthousiasme ». Pour lui, son rôle « n'est jamais que complémentaire » de celui du professeur de classe. Il soutient que le cours traditionnel « reste le seul véritable » et que ses vidéos ne viennent « qu’en appoint ». Le 20 juin 2022, il est nommé chevalier de l'ordre national du mérite pour ses années de services et son travail de vulgarisation.
En cinq ans, il enregistre plus d’un millier de vidéos. Sa chaîne dénombre 236 000 abonnés en 2018. Le 26 novembre 2020, alors que la France subit son deuxième confinement de l'année, Monka annonce avoir passé le million d'abonnés sur sa chaîne. En mars 2023, sa chaîne rassemble 2,1 millions d'abonnés. Un total qui s'élève à plus de 2,3 millions d'abonnés en janvier 2024 et 2,7 millions en janvier 2025 avec environ 1 850 courtes vidéos catégorisées par niveau scolaire du secondaire et par thématique. Un quart de son audience provient hors de la France.

## Publications
- Yvan Monka et Florie Monka (ill. Romain Ronzeau), Maths 3è + Brevet : Le livre de ma chaîne YouTube, Nathan, coll. « Yvan & Florie Monka », 2023, 192 p. (ISBN 9782095016524)
- Yvan Monka et Florie Monka (ill. Romain Ronzeau), Maths 2de : Le livre de ma chaîne YouTube, Nathan, coll. « Yvan & Florie Monka », 2023, 208 p. (ISBN 9782095016531)
- Yvan Monka et Florie Monka (ill. Romain Ronzeau), Maths 1re spécialité : Le livre de ma chaîne YouTube, Nathan, coll. « Yvan & Florie Monka », 2023, 336 p. (ISBN 9782095016548)
- Yvan Monka et Florie Monka (ill. Romain Ronzeau), Maths Terminale spécialité : Le livre de ma chaîne YouTube, Nathan, coll. « Yvan & Florie Monka », 2024, 303 p. (ISBN 9782095016555)
- Yvan Monka et Florie Monka, Les Maths, tout le monde peut y arriver !, Nathan, coll. « Yvan & Florie Monka », juillet 2024, 240 p.
- Yvan Monka et Florie Monka (ill. Romain Ronzeau), Maths 6e : Le livre de ma chaîne YouTube, Nathan, coll. « Yvan & Florie Monka », juillet 2025, 208 p.

## Distinction
- Chevalier de l'ordre national du Mérite, 21 juin 2022[12]